# ادمون روبنسون
ادمون روبنسون (بالإنجليزية: Edmond Robinson)‏ هو لاعب كرة قدم أمريكية أمريكي، ولد في 23 فبراير 1992 في Wadmalaw Island ‏ في الولايات المتحدة.

## وصلات خارجية
- ادمون روبنسون على موقع مرجع كرة القدم المحترفة.كوم (الإنجليزية)